# كونتية قلمرية
كونتية قلمرية (بالبرتغالية: Condado de Coimbra)؛ هو كيان سياسي سابق يتألف من أراضي حول قلمرية وفيسيو ولاميغو وسانتا ماريا دي فييرا، كانت الكونتية تابعة للمملكة أستورياس بعد استرداد المنطقة، بحيث منحت هذه الأراضي لـ هرمنغيلدو غوتيريز، الذي كان على مدى الأربعة العقود المقبلة مسؤولاً عن إعادة توطين كونتية المهجرة، كان هو وخلفاؤه على الفور يلقبون بـ«الكونت»، أو إيرل كويمبرا، ولكن لقب الكونت على الرغم أنه يشير إليهم أحيانا إلا أن النبيل غونزالو مونيوز هو أول من استخدام كونت كويمبرا الذي ربما يكون من سليل عائلة هرمنغيلدو، أصبح كونتاً حوالى 959، وكان واحداً من أقوى النبلاء في الجزء الغربي من المملكة حتى ارتقى في التمرد ضد برمودو الثاني ملك ليون وربما قتل خلال إخضاع المنطقة، وبذلك تم مصادرة الأراضي منهم ولكن أُعيدت لهم اللاحق وبعد الاستيلاء على المنطقة في 987 قبل المغاربة بقيادة المنصور، فر أبناء غونزالو إلى سانتياغو دي كومبوستيلا في 997.
تم استرداد مدينة قلمرية بشكل دائم من قبل المسيحيين في 1064 من قبل قوات الملك فرناندو الأول ملك ليون وقشتالة بقيادة المستعرب سيسناندو دافيدس الذي ارتقى اسمه كـ«كونت» المنطقة، انتهت هذا كيان سياسي مستقل عندما تأسيس الكونتية البرتغال الثانية في 1096 بحيث تم إلحاق الكونتية إليها وأصبحت تحت ولاء هنري من بورغندي، وشكلت فيما بعد جزء من مملكة البرتغال حديثاً تحت ابن هنري، باسم أفونسو الأول عام 1139.

كونتية قلمرية (بالبرتغالية: Condado de Coimbra)؛ كان كيانًا سياسيًا سابقًا، ضم أراضي تقع حول قلمرية، فيسيو، لاميغو، وسانتا ماريا دي فييرا، خضعت هذه الكونتية لسلطة مملكة أستورياس عقب حروب الاسترداد واسترجاع المنطقة من الحكم الإسلامي، حيث منحها الملك إلى النبيل هرمنغيلدو غوتيريز، الذي أُوكلت إليه على مدى العقود الأربعة التالية مهمة إعادة توطين الكونتية المهجورة وتنظيم شؤونها، حمل هرمنغيلدو ومن بعده خلفاؤه، لقب «كونت» أو إيرل كويمبرا، غير أن استخدام لقب «كونت كويمبرا» بشكل رسمي يُعزى على الأرجح إلى النبيل غونزالو مونيوز، الذي يُعتقد أنه من سلالة هرمنغيلدو، وقد أصبح كونتًا حوالي عام 959، وكان من أقوى نبلاء القسم الغربي من المملكة، إلى أن تمرّد على الملك برمودو الثاني ملك ليون، ويُرجّح أنه لقي مصرعه خلال إخضاع التمرد، فصودرت ممتلكاته، إلا أن تلك الأراضي أُعيدت لاحقًا لأسرته حتى استولى عليها المغاربة بقيادة المنصور بن أبي عامر في عام 987، مما دفع أبناء غونزالو إلى الفرار نحو سانتياغو دي كومبوستيلا سنة 997.
استُعيدت مدينة قلمرية بشكل دائم من قِبل المسيحيين في عام 1064 بواسطة قوات الملك فرناندو الأول ملك ليون وقشتالة بقيادة المستعرب سيسناندو دافيدس، الذي عُيّن لاحقًا «كونتًا» للمنطقة، وقد انتهى هذا الكيان السياسي المستقل مع تأسيس الكونتية الثانية للبرتغال في عام 1096، حين أُلحقت كونتية قلمرية بها، وأصبحت تحت ولاء هنريك البرغوني، ومع تتويج ابنه أفونسو الأول، ملكًا عام 1139 أصبحت المنطقة جزءًا من مملكة البرتغال الناشئة.

## قائمة الكونتات

### الأشخاص اتخذوا اللقب «الكونت»
- هرمنغيلدو غوتيريز (920-878)؛ (فاتح كويمبرا).
- أرياس مينينديث (924-920)، ابن هرمنغيلدو
- غوتيرّ مينينديث (934-924)، ابن هرمنغيلدو
- مونيو غوتيريز (959-934)، ابن غوتيرّ، وصهرأرياس .

### كونتات كويمبرا، الكونتية الأولى
- غونزالو مونيوز (981-959)، وربما ابن مونيو.
- مونيو غونثالث (987-983)، ابن غونزالو.

### كونتات كويمبرا، الكونتية الثانية
- سيسناندو دافيدس (1064 / 1091-1075)
- مارتين مونيوز (1093-1091) وصهر سيسناندو.